# Leptothorax athabasca
Leptothorax athabasca  (лат.) — вид мелких по размеру муравьёв рода Leptothorax из подсемейства Myrmicinae (Formicidae). Канада.

## Распространение
Эндемик Канады: Альберта, Национальный парк Джаспер.

## Описание
Длина самок 3,0—3,8 мм (рабочие около 3,2—3,3 мм, самцы до 4,1 мм). Длина головы рабочих 0,65—0,76 (ширина — 0,57—0,64). Окраска тела тёмно-бурая, конечности светлее. Усики 11-члениковые у самок и рабочих и 12-члениковые у самцов. Скапус усиков рабочих короткий (длина 0,43—0,47) и не достигает затылочных углов головы. Проподеальные шипы относительно короткие. Петиоль короткий и высокий, постпетиоль округлённый, субпетиолярный отросток развит. На петиоле около 8 отстоящих щетинок, на постпетиоле — около 10. Гнёзда обнаружены на скалистом побережье реки Атабаски. Семьи полигинные, содержат от 50 до 1000 муравьёв.